# Mezzani

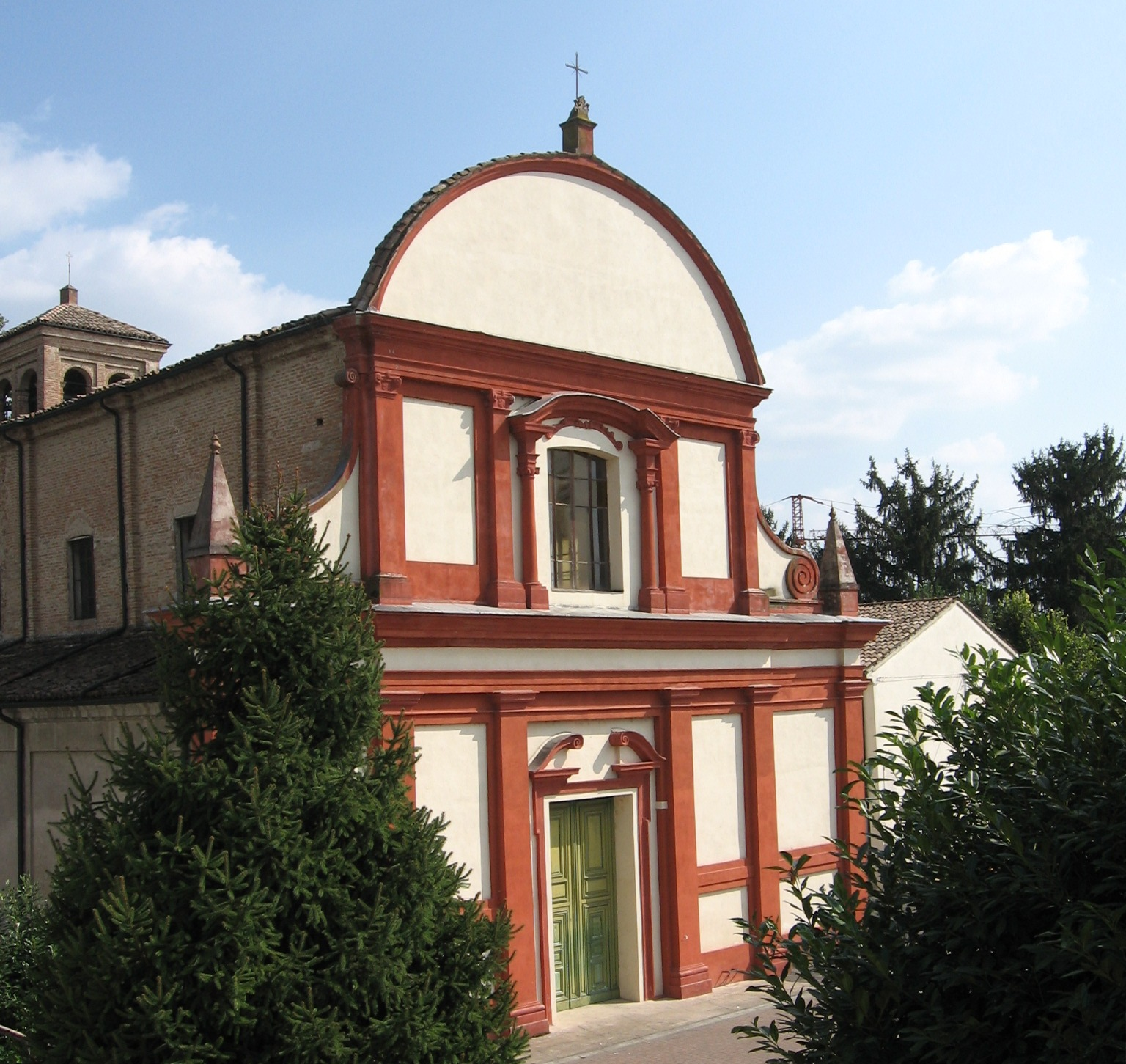
La iglesia de Mezzano Superiore en Plaza Rondizzoni

Mezzani fue un municipio de la provincia de Parma en Italia. Fue un municipio independiente hasta el 31 de diciembre de 2018, en que fue disuelto y pasó a formar parte del municipio de Sorbolo Mezzani.
Se ubicaba a unos 15 kilómetros al noreste de Parma. A diferencia de otros municipios cercanos, no estaba formado por un pueblo grande y aldeas pequeñas, sino por algunos pueblos más o menos de la misma dimensión. La palabra Mezzani deriva de la palabra latina Medianus que significa en medio de. Todos los pueblos de este municipio antiguamente eran islas del río Po. Casale, Mezzano Rondani, Mezzano Inferiore, Mezzano Superiore son los pueblos principales, Bocca d’Enza, Ghiare Bonvisi y la Valle son sólo aldehuelas. En sus últimos años tenía unos tres mil habitantes.

## Geografía
El municipio estaba en la extremidad noreste de la provincia de Parma, en el medio de la Llanura Padana, y limitaba con tres provincias:  Reggio Emilia,  Mantua,  Cremona. 

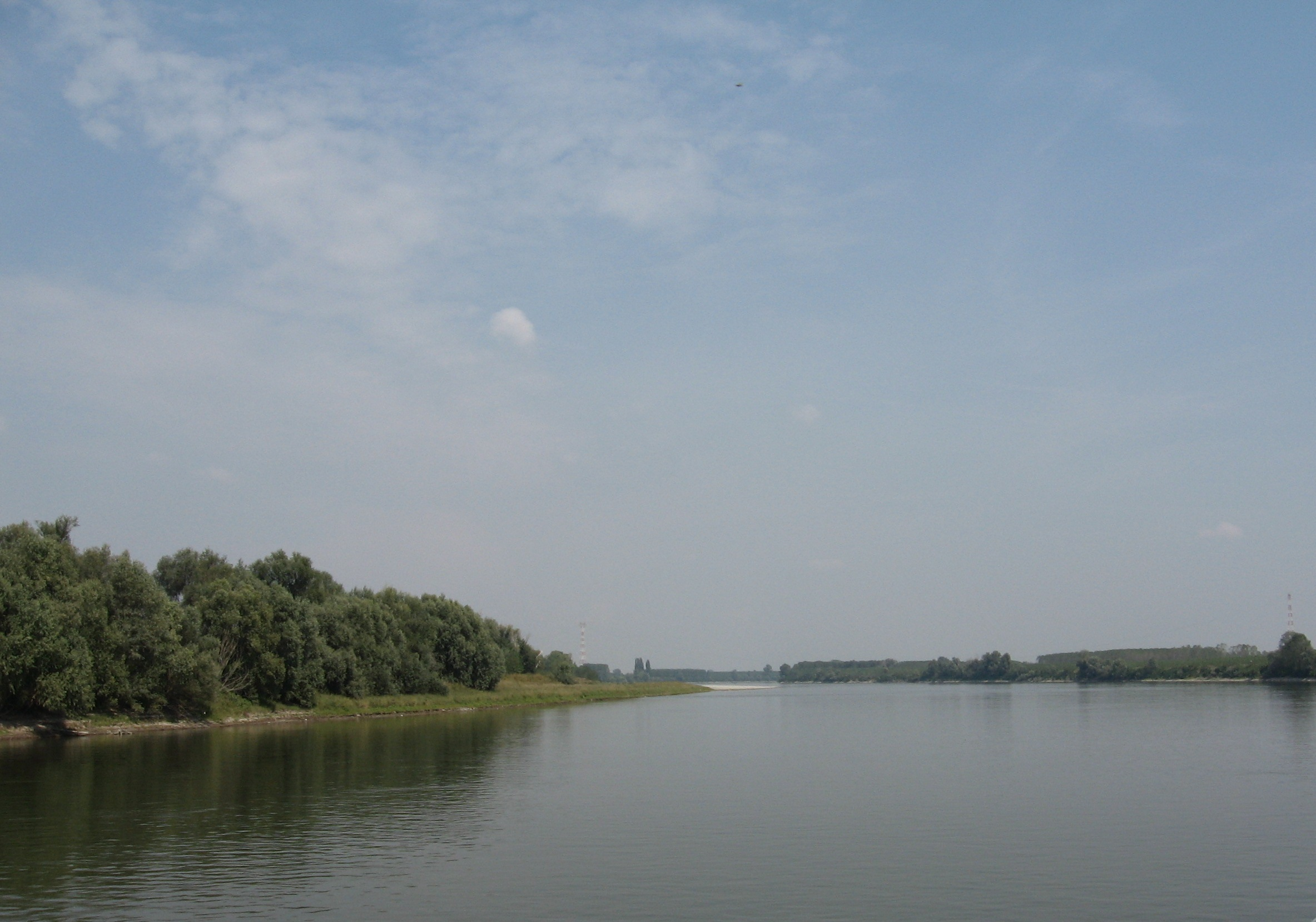
El río Po cerco de Mezzani

Situado en la orilla derecha del río Po, el territorio municipal es atravesado por otros cursos de agua: el torrente  Parma en el oeste, que desemboca en Po, cerco de Mezzano Superiore, el torrente Enza que sigue por algunos kilómetros el confín de l’este con la provincia de Reggio Emilia, el canal Parmetta en el sur de Mezzano Inferiore y la Parma morta, alveo abandonado del torrente Parma que hasta los primeros años del siglo XIX fluyó en la Enza.
Mezzani está situado en la zona la más baja de la Llanura Padana llamada Bassa

## Historia
El topónimo Mezzani en el pasado fue utilizado para nombrar las islas en el río Po. Este territorio se originó en gran parte de estas islas en la época medieval y fue continuamente remodelado por las aguas del río. Por lo tanto, aquí no se encuentran signos de antiguos asentamientos, pero no muy lejos de los límitesdel municipio, en Cogozzo cerco de Viadana y en el paraje de Coenzo se encontraron signos de dos pueblos de la Edad de Bronce llamados terramare. La parte sur del territorio muestra todavía el trazado de la centuriación romana.
Casale, la más antigua población, fue fundada en una isla del río. En 890, fue definida como"ínsula iuxta Padum"(isla cerca de Po) para convertirse un siglo más tarde en "Casalis ripae Padi"(que significa Casale en la orilla del río Po), esto porque el río se movía hacia el norte. La presencia antigua del río es testimoniada por el topónimo Valle (depresión), ubicado en el sur del pueblo.
Desde su formación como islas del río Po, Mezzano Superiore y Inferiore fueron posesión del obispo de Parma. Algunos documentos antiguos establecen que las tierras aluviales cercas del río Po etaban propiedad del obispo por la concesión de emperadores del Sacro Romano Imperio Carlos III el Gordo en el año 973 y Enrique VI en 1195. El Abad Giovanni Romani mencionó un hecho que ocurrió cerco del "Mezzano del Vescovo"en 1131. Las poblaciones antes mencionadas se originaron en diferentes períodos: la primera fue Mezzano Superiore, la otra después de 1306.
Mezzano Inferiore ser autónomos desde Mezzano Superiore en el siglo XVI con la construcción de una iglesia parroquial, después reconstruida en 1563 y terminada en 1779.
Mezzano Rondani fue fundada en la orilla lombarda del Po. Después de una gran inundación que interesa la zona entre Casalmaggiore y Fossacaprara qui trasladó hacia el norte el curso del río, el lugar se convirtió en una isla y luego se unió a la orilla parmesana. La palabra"Rondani"proviene del apellido de una rica familia propietaria de muchas posesiones en ese lugar.
Mezzano Rondani y Casale fueron parte de la jurisdicción del duque de Parma, mientras Mezzano Inferiore y Superiore desde su origen fueron parte de ella del obispo de Parma, por esa razón sus nombres antiguos tenían el sufijo "del Vescovo" (del obispo). Ellos formaron un estado independiente, donde el obispo había también su palacio y su guarnición. La población local, disfruté de varios privilegios fiscales, a diferencia de los estados vecinos no pagavan impuestos sobre el comercio de sal, tabaco y aguardiente, los Mezzani formavan una especie de zona franca. Pos ese los locales fueron a menudo acusados por el Ducado de Parma para ejercer el contrabando. La economía, sin embargo, fue pero siempre y esencialmente basada en la agricultura.
Después de varios intentos en 1763, los duques de Parma llegaron forzar el obispo de Parma, a renunciar a sus posesiones en Mezzani. Con este acto los dos pueblos pasaron en la jurisdicción del Ducado de Parma. La pérdida de autonomía y de los privilegios concedidos hasta ese caso, los nuevos impuestos introducidos de Parma provocó una revuelta contra el duque  Felipe Borbón. El duque reprimió la rebelión mediante el envío de sus dragones que quemaron 75 casas y confiscaron las propiedades de 75 familias.
En 1861 Mezzani con el Ducado de Parma deveniron parte del Reino de Italia. 
El municipio de Mezzani fue condecorado con la Medalla de Bronce al Valor Militar por su participación en el movimiento de la resistencia italiana durante la Segunda Guerra Mundial.

## Lugares de interés

### Iglesias
- S. Maria nascente (en Mezzano Inferiore)  iglesia parroquial de Mezzano Inferiore

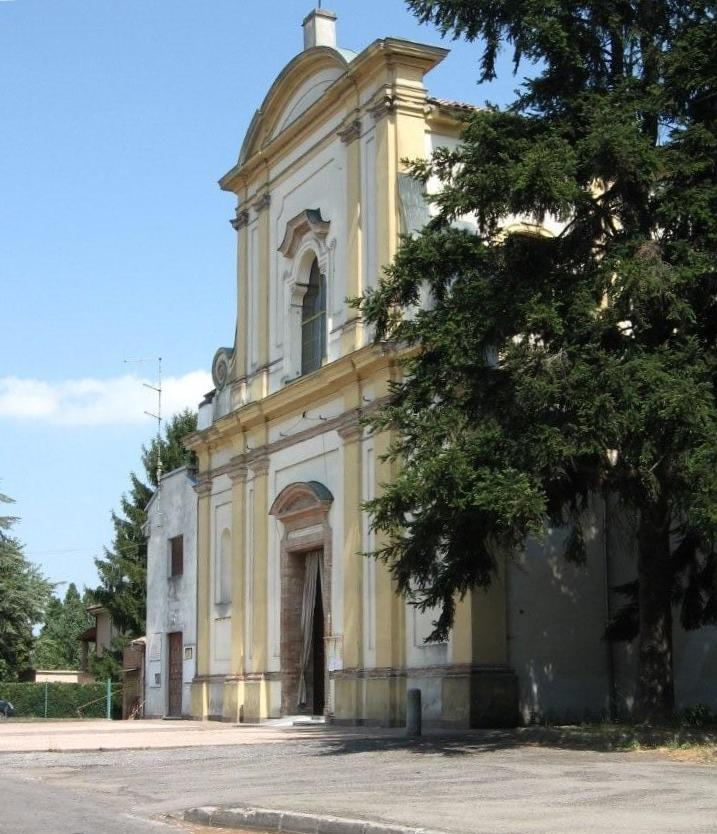
iglesia parroquial de Mezzano Inferiore

La iglesia parroquial de Mezzano Inferiore fue construida la primera vez en1563 y reconstruida entre 1754 y 1779 proyectada por Bettoli sobre la misma fundación. En el interior hay un órgano de Giovanni y Stefano Cavalletti de 1829 y un característico altar major en mármol taraceado (1799).
- Beata Vergine delle Grazie (en Mezzano Inferiore).

Este oratorio es de planta rectangular con cornisa cóncava y el campanario con techo cúspidado. El interior presenta una bóveda de vaídas cruzadas.
- S. Silvestro (en Casale).

Aparece en el manuscrito de Lucio II del marzo de 1144, como una propiedad del monasterio de San Giovanni:"Ecclesia Sancti Silvestri de insula". Posteriormente fue reconstruida en el mismo lugar, hoy todavía se quedan en ella algunos vestigios de la iglesia medieval.
- S. Michele (en Mezzano Superiore).

La primera iglesia fue construida en el siglo XII, como dan prueba los cimientos del ábside. Probablemente fue reconstruida en 1479, año de la consagración del obispo Sagramoro Sagramori, y se trasladó hacia el frente. El campanario fue levantado en 1664 a partir de su maciza estructura renacentista. El estilo del frontal con su tímpano redondo, demostra un origen datable al final del siglo XVII.
- S. Maria Annunziata (en Mezzano Rondani)

La Parroquial de Mezzano Rondani, fue construida dos vez. La primera iglesia, construida cuando el país aún estaba en la orilla lombarda, fue destruida por una inundación de 1733. Fue reconstruida más tarde en 1745. Dentro de la iglesia hay un órgano, un Traeri construido en 1734, originariamente colocado en una iglesia de Módena. El instrumento está en buenas condiciones después de una reciente restauración y se utiliza a veces en los conciertos.

### Otros edificios
- Palacio Episcopal (en Mezzano Superiore).

Empezado por Fernando Farnese (obispo de Parma desde 1573 a 1606) nunca fue terminado, pero según algunos diseños del siglo XVI debía devenir grandioso. Estaba precedido por un patio donde había escuderías y cocheras, en el mismo edificio estaban la gendarmería, el archivo, el oratorio y las prisiones.

### Naturaleza

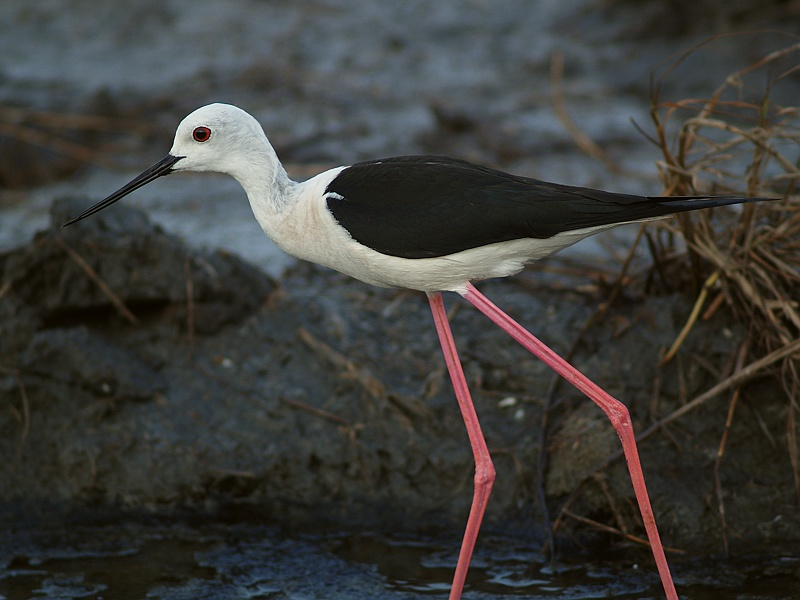
cigüeñuela común

- Riserva naturale Orientata Parma Morta

Sigue el antiguo alveo del río Parma. Aquí se encuentra la vegetación típica de aguas estancadas, arbustos y la vegetación forestal se compone de arbustos higrófilos de sauce y bosques de alisos y mesófilo de roble, arce, cornejo,  cerezo y olmo. Las aves que aquí nidifican pueden ser divididos en especies que prefieren el cañaveral y los vinculados a la franja ribereña arbórea residual.
- Acuario

En la reserva es un acuario didáctico interesante que contiene las especies ícticas del río más típicos: las carpas, tencas, percas, bagres, esturiones, cangrejos de río son sólo algunas de las especies que se pueden observar.

## Demografía
| Gráfica de evolución demográfica de Mezzani entre 1861 y 2001 |
|                                                               |
| Fuente ISTAT - elaboración gráfica de Wikipedia               |

## Imágenes

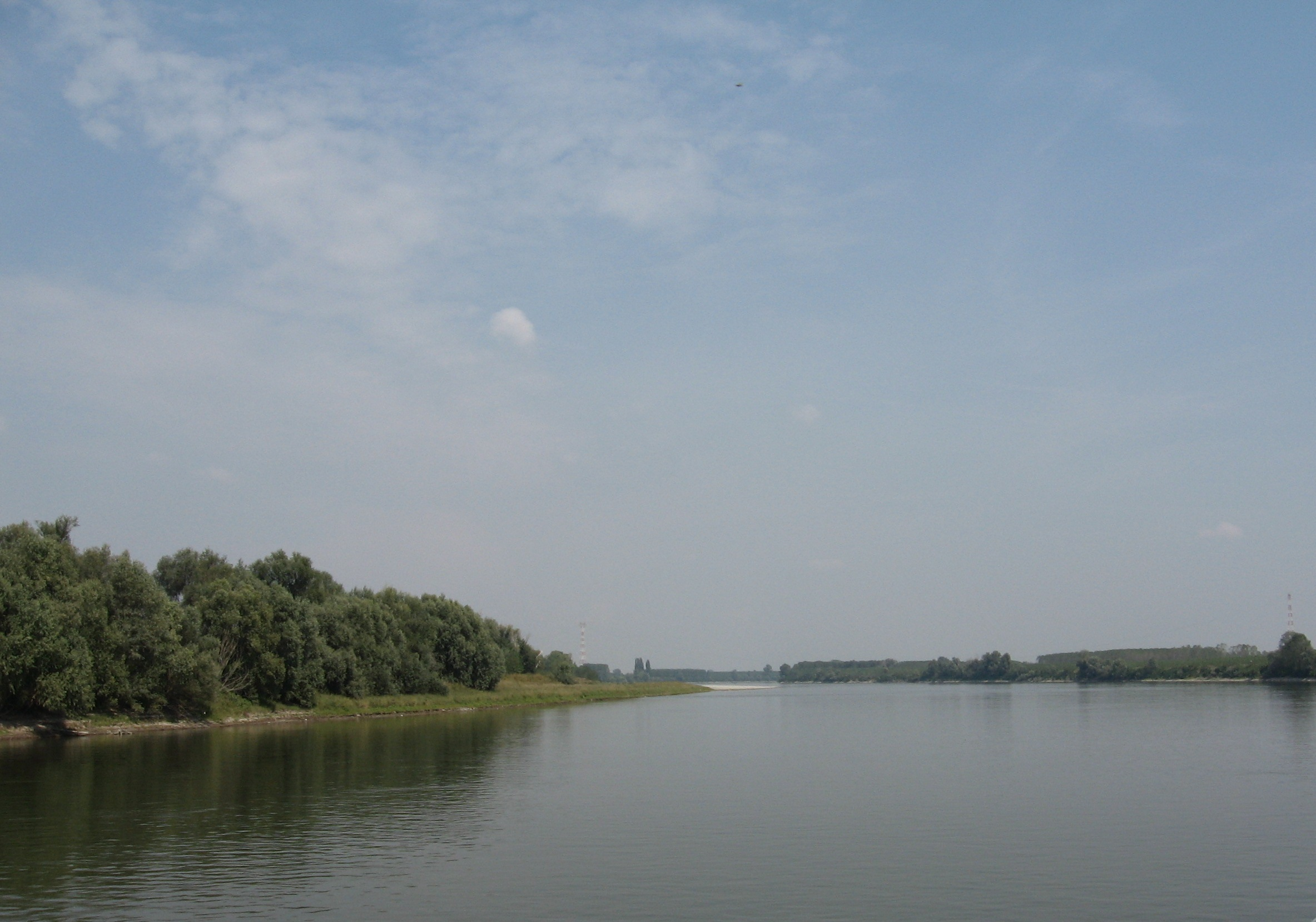
El río Po cerco de Mezzani
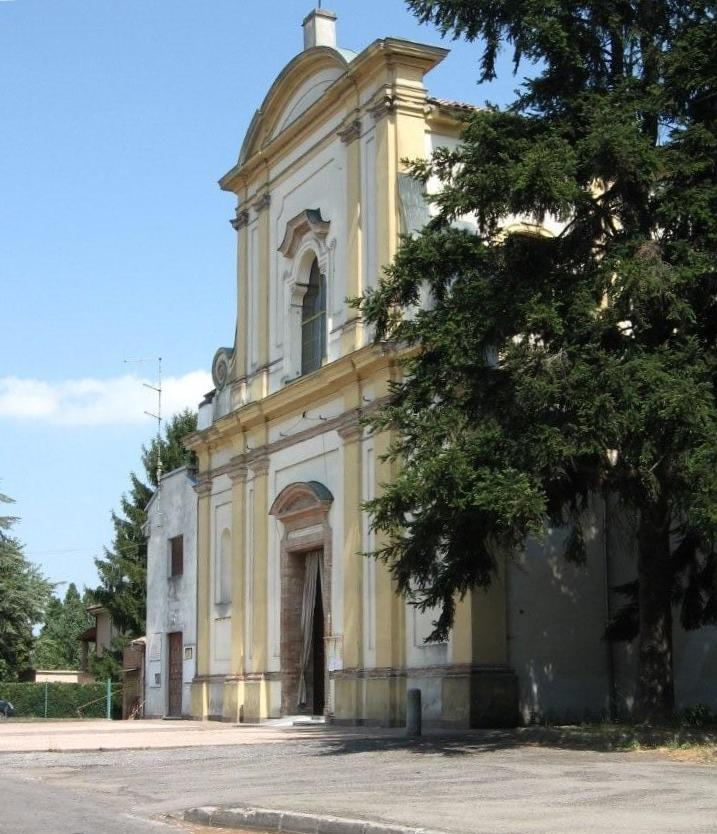
La iglesia de Mezzano Inferiore
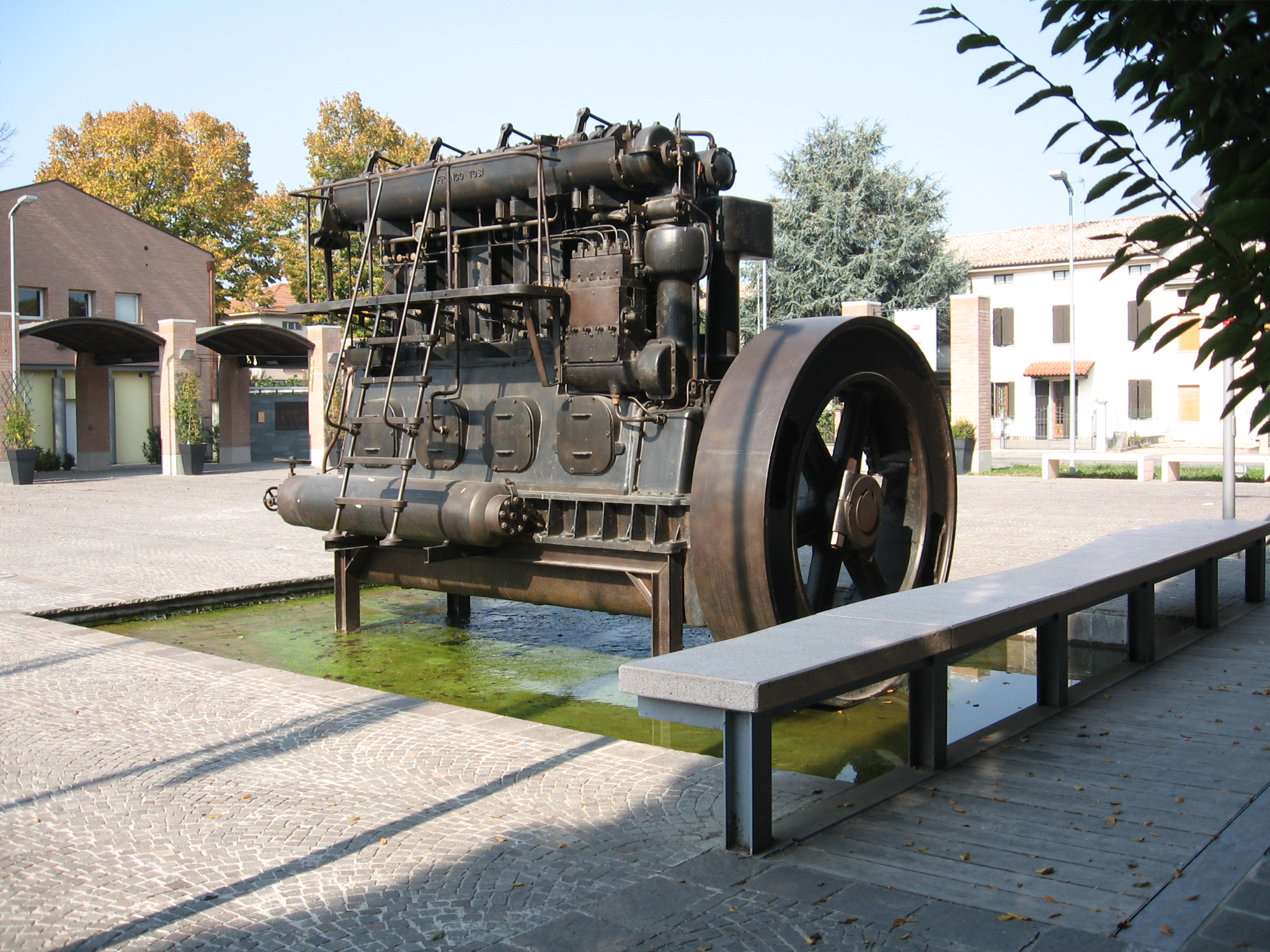
El primero motor de la instalación idrovora ahora en plaza Belli en Mezzano Inferiore
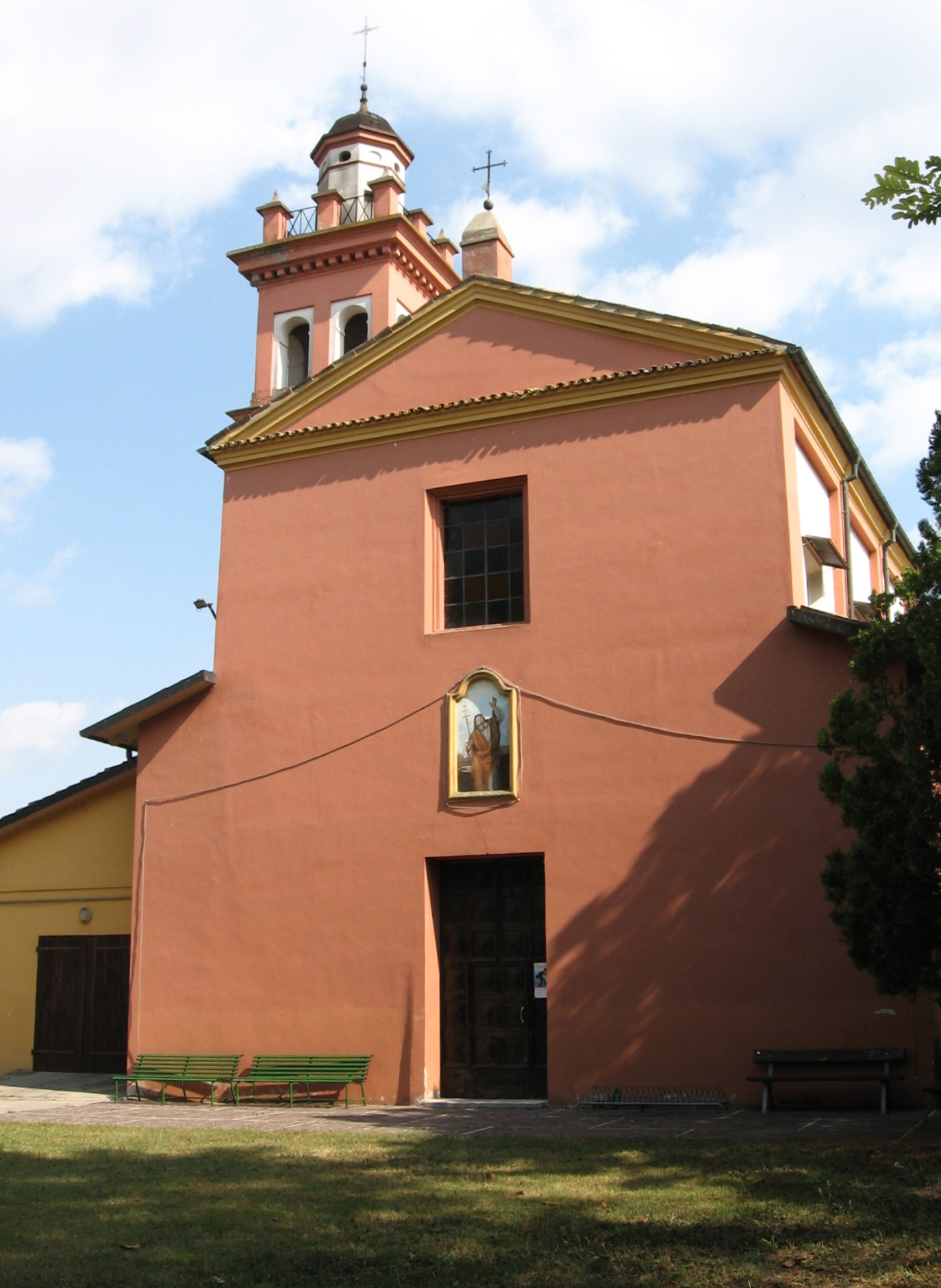
La iglesia de Casale
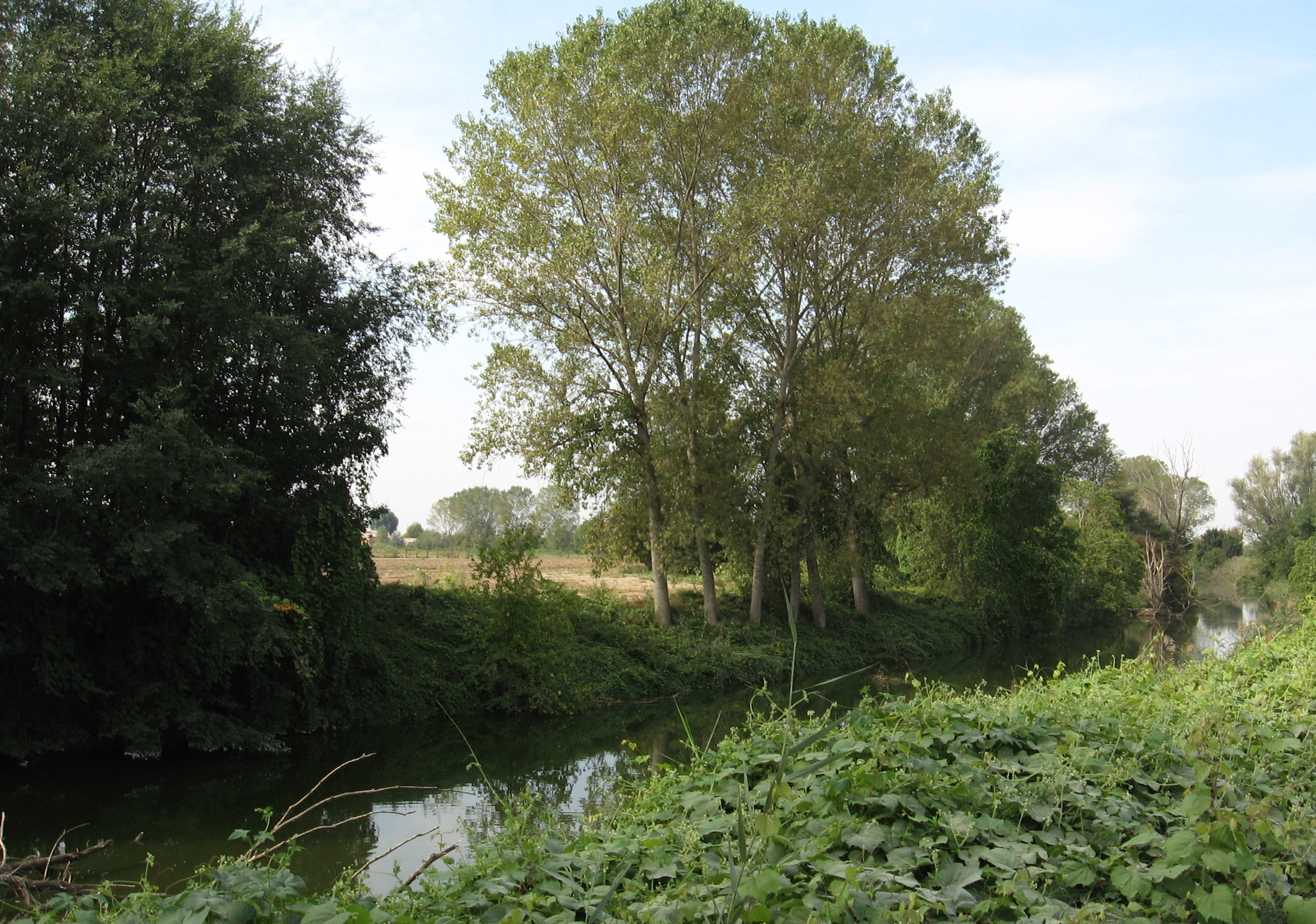
Reserva natural Parma Morta

## Gente famosa de Mezzani
- Clemente Bondi(Mezzano Superiore 1742 - Viena 1821).

Jesuita y poeta, traductor de las obras de Virgilio y de Ovidio en italiano, compuso poemas originales de diversos géneros. Después de la supresión de l’ orden de los jesuitas fue obligado por razones políticas ir en exilio y se transferì en Tirol. Sucesivamente en Brno donde fue bibliotecario y preceptor
de los hijos del príncipe Fernando de Habsburgo-Lorena . En 1796 se transferì con el príncipe en Viena, donde Bondi vivió hasta su muerte.
- José Rondizzoni (Giuseppe Rondizzoni) (Mezzano Superiore 1788 - Valparaíso 1866).

Comenzó su carrera militar con Napoleón, en las guerras contra España, Austria, Rusia y Alemania. En 1815, después de la batalla de Waterloo, se unió al ejército del ducado de Parma. Sucesivamente emigró primero a Estados Unidos y luego en Chile, donde se unió al ejército chileno qui estaba naciendo. Pronto se ditinguì por su valor y táctica militare en varias batallas, especialmente en el de Cancia Rayada (18 de marzo de 1818). Más tarde tomó parte con el grado de mayor en la guerra de liberación del Perú en 1823 y gracias a su heroísmo fue promovido
coronel y luego general de brigada.
- Rino Vernizzi (Mezzano Inferiore 1946).

En 1967 he consegudo el diploma de fagot en el Conservatorio de Parma. He tocado en las principales orquestas italianas, en particular, he estado primer fagot en la Orquesta de la Academia Nacional de Santa Cecilia en Roma. Ha realizado tournèes  por todo el mundo como solista.